# Departamento Jáchal
Jáchal es un departamento ubicado en el centro norte de la provincia de San Juan, casi al centro oeste de Argentina.
Este departamento ocupa un 16% del total de la superficie provincial, lo que lo convierte en una jurisdicción de las más extensa, ocupando el tercer puesto. En él se desarrollan una excelentísima producción agrícola, donde se destaca la plantación de cultivos estacionales, y en los últimos tiempos una gran actividad relacionada con la minería. En cuanto al turismo se destaca el turismo aventura y cultural.
Jáchal es reconocido a nivel provincial con el seudónimo de "tierra de tradición", a causa de la tradición gauchesca que se conserva en él, ya que aquí se desarrolla la Fiesta Provincial de la Tradición Jachallera.

## Toponimia
El nombre del departamento es de una lengua originaria que significa "río de las arboledas" o "tierra o distrito de metales"

## Historia
La fundación de San Juan de la Frontera, llevada a cabo por Juan Jufré en 1562, se hizo en el Valle del Tulum, en la margen derecha del río Tucuma (hoy río San Juan).
En torno a este valle existía una amplia zona, de límites imprecisos, conocida como "Jáchal", que en lenguaje indígena significa “río de las arboledas” o “distrito de metal”.
Esa franja marginal abarcaba casi la mitad del territorio de la actual provincia de San Juan: Iglesia, norte de Ullum y Valle Fértil y hasta Calingasta, y en ella no se efectuó fundación alguna hasta avanzado el siglo XVII. Con el paso del tiempo esa región fue adquiriendo características propias e independientes a la ciudad de San Juan.
La administración española se ejerció en forma efectiva desde Chile sobre las tres ciudades cuyanas (Mendoza, San Juan y San Luis) y desde el norte, la acción de la Gobernación del Tucumán llegó hasta Famatina.
Jáchal, zona intermedia, fue utilizada para la travesía, sin tener en cuenta sus recursos. Permitía la comunicación entre Chile, Tucumán, Alto Perú y Córdoba, a través de un sistema de senderos que no tocaban la ciudad de San Juan. Sin población blanca de asentamiento efectivo, allí eliminaron las naciones originarias hasta desaparecer en el siglo XVIII.
Diversas naciones ejercían soberanía, y entre ellas, en 1601, se levantó la "Doctrina de San José", junto al río Jáchal, constituyendo esta la única avanzada en el desierto.
La misión logró subsistir y constituyó la base sobre la que Juan de Echegaray daría al pueblo de San José de Jáchal fisonomía y nombre definitivos.
En 1703, el rey de España Felipe V promulgó una real cédula para Chile cuya finalidad fue impedir el abuso de los encomenderos y evitar el traslado de los indígenas, que desde Cuyo se llevaban al vecino país, corriéndose el riesgo de un futuro despoblamiento.
Para ello se pensó en fundar nuevas poblaciones a fin de reunir los dispersos indígenas, adaptándolos a tareas agrícolas. Para encarar este objetivo, años más tarde, en 1735, se creó la Junta de Poblaciones en Chile, la que también debía cumplir el fin religioso de evangelizar a loa indios.
Sobre la vieja Doctrina de San José, en 1748, el obispo chileno Gonzáles de Melgarejo, erigió un curato.
Al año siguiente fue designado doctrinero permanente Fray Francisco Robledo y Frías, hombre de incansable celo pastoral, quien, como única autoridad en toda la región, dedicó su tiempo y esfuerzo a hacer realidad la fundación de un pueblo. Estableció, entonces, el necesario contacto con la Junta de Poblaciones para actualizar aquella primera iniciativa.
Sostiene el historiador jachallero Rocier Bravo que fue la intima amistad que unía al padre Robledo y Frías con la familia sanjuanina de los Echegaray, la que lo llevó a sugerir a las autoridades chilenas el nombre del futuro fundador de Jáchal.

### Fundación
A fines de 1750 el gobernador y capitán general de Chile y Presidente de la Real Junta de Poblaciones, Domingo Ortiz de Rozas, dando cumplimiento al plan orgánico elaborado por dicha institución, designó al vecino de la ciudad de San Juan, don Juan de Echegaray Justicia Mayor y Superintendente de los Pueblos de la Jurisdicción de Jáchal, encomendándole la fundación de una población en dicha zona, en dependencia directa de aquella Junta y no del Corregimiento de Cuyo ni de las autoridades de San Juan.
Echegaray se trasladó a Jáchal, y en contacto con Fray Robledo y Frías, dio cumplimiento a las órdenes recibidas.
El día 25 de junio de 1751, Juan de Echegaray logró fundar la actual ciudad de San José de Jáchal, a cuarenta leguas al norte de San Juan de la Frontera. Según consta en el acta de fundación hizo convocar a todos los vecinos españoles, mestizos e indios de los pueblos de esta jurisdicción y fue obedecido
y reconocido por todos por Justicia Mayor. (En Archivo Nacional de Chile, Acta de Fundación de San José de Jáchal, Sección Real Audiencia, Vol. 2907).
Fue asentado en el mismo lugar que ocupaba la vieja Doctrina y se respetaron las disposiciones hispánicas para su demarcación: una plaza mayor, y hacia cada costado tres cuadras separadas por calles de doce varas de ancho, contando en total cuarenta y nueve manzanas se destinaron solares para la Iglesia, casa de autoridades y para cárcel de personas.
El acta recuerda también los principios de la Real Cédula de 1703, por cuanto habla de "reducir" a los originarios a la vida política y cristiana. Esto significaba avecinamiento con fundamento religioso.
Para el acto fundacional fueron convocados los habitantes de Iglesia, Calingasta, Mogna y Ampacama. Estos últimos se negaron a concurrir, resistiéndose a cualquier trato con el Superintendente Echegaray, de quien no aceptaron posteriores mercedes de tierra. Este episodio fue el comienzo del proceso que culminaría con el asentamiento de una nueva población en Mogna dentro de su misma jurisdicción.
El ámbito espacial asignado a Jáchal, que puede deducirse del acta, comprendía, excluido del Valle del Tulúm, asiento de San Juan de la Frontera, los Valles de Calingasta e Iglesia y, además, Mogna, Ampacama y Bermejo.
La confirmación de lo anteriormente expuesto puede encontrarse en la concesión de mercedes reales hechas por el fundador a los primeros habitantes en los siguientes años, según lo dispuso la Junta de Poblaciones en 1753 y dando satisfacción a los pedidos elevados por los vecinos.
Dichos otorgamientos de tierra abarcaban una enorme jurisdicción, extendiéndose desde la Falda Occidental de la Sierra de Valle Fértil hasta los contrafuertes andinos, y desde el límite con La Rioja hasta Tucunuco.
En Mogna y Ampacama no hubo repartimiento de tierras; allí se establecerían posteriormente otros pueblo, como ya lo manifestamos.
Las mercedes reales fueron diseminadas hacia los cuatro rumbos del Valle de Jáchal, diferenciándose en forma de estancias, potreros, potrerillos, aguadas y ciénagas. Dichas tierras debían destinarse al cultivo, a la crianza de animales, constituyendo un complemento para las atractivas explotaciones mineras que ya comenzaban a vislumbrarse.
Tras la muerte de Juan de Echegaray en 1760, desde Chile se nombró a su sucesor, Juan Gregorio Bustamante, quien se desempeñó hasta 1776.
Producida la creación del Virreinato del Río de la Plata en agosto de 1776, comenzó un periodo de transición en lo referente a la administración de Jáchal. Continuó siendo gobernada por un Superintendente designado desde Chile hasta 1778, en que se suprimió este cargo, Jáchal se convirtió en una Pedanía sujeta a la administración de la Intendencia de Córdoba.
Del acta fundacional se desprende que la única autoridad política para ese momento era la del “Justicia Mayor y Superintendente”, con jurisdicción en toda la extensa región conocida como Jáchal, subordinado a la Junta de Poblaciones y nombrado directamente por el gobernador y capitán general de Chile. No fue fundado el Cabildo aunque este haya existido tal vez en la mente pobladora del momento, ya que en plano de la población se reservó un solar para su futuro establecimiento.
El 14 de abril de 1752 la Junta de poblaciones aprobó lo actuado por Juan de Echegaray y resolvió erigir en Villa al pueblo de Jáchal.

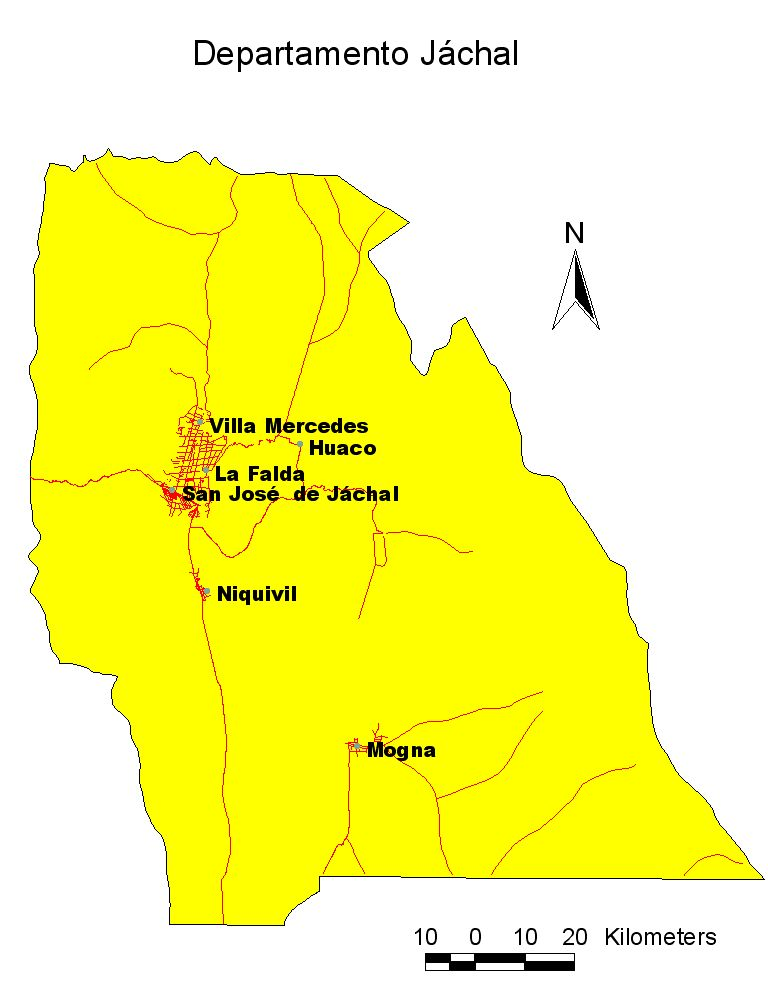
Mapa del departamento.

Una vez creado el Virreinato del Río de la Plata, al aplicarse la Real Ordenanza de Intendentes de 1782, se suprimieron los Corregimientos y fueron creadas divisiones políticas llamadas intendencias. Los territorios de Mendoza, San Juan, San Luis y La Rioja, ingresaron en la intendencia de Córdoba, en calidad de comandancias o delegaciones, gobernado por un Subdelegado bajo la autoridad de Gobernador Intendente de Córdoba. Independiente de este cargo, un Comandante de Armas, que estaba al mando de las tropas. En cada ciudad subsistió el prestigioso Cabildo.
Interrumpida su dependencia directa del gobierno de Chile, la región de Jáchal se incorporó a la Gobernación Intendencia de Córdoba, subordinada a la ciudad de San Juan.
El apogeo que había caracterizado a la región jachallera años anteriores, desapareció. Se manifestó una reducción paulatina en la explotación minera, a la vez que se fueron diluyendo los esfuerzos por mantener a la población en vida urbana.
Siendo Gobernador Intendente de Córdoba el Marqués de Sobremonte, informó al Virrey que en aquella lejana villa de Jáchal (San José de Jáchal), los indios, mestizos y blancos se resistían a agruparse en población, haciendo fracasar todo intento evangelizador.
Producida la Revolución de Mayo, en 1810, el Cabildo de San Juan envió a dos delegados a comunicar lo acontecido a Jáchal y Valle Fértil: Francisco Pensado y Juan Crisóstomo Quiroga, respectivamente. Los jachalleros adhirieron con todo fervor a la causa.
En los años siguiente, la administración de Jáchal se ejerció en relación directa con la Junta Subalterna de San Juan a través de jueces pedáneos, quienes desempeñaban múltiples funciones.

### Jáchal y el ejército de los Andes
La idea de libertar a Chile fue ciertamente grande en su concepción y asombrosa en su ejecución por parte del General San Martín, gestor de la idea, quien la lleva a cabo con el concurso de las provincias de Cuyo y les requiere colaboración a todos los pueblos de la recién creada Intendencia de Cuyo. Gobernaba la provincia de San Juan por entonces José Ignacio de la Roza, quien fue ejecutor de las órdenes emanadas por San Martín. En esta cruzada, Jachal, no permaneció ausente, dicho sea, con toda modestia, colaboró más que ningún otro pueblo de la provincia. En esta época el actual departamento Iglesia era un distrito perteneciente a Jáchal, por esta razón, la mayor parte de los integrantes de la división Juan Manuel Cabot fueron por ende, Jachalleros. El pueblo de Jáchal, contribuyó con el mantenimiento de milicianos que montaban guardia en la frontera, protagoniza varias contribuciones extraordinarias emanadas de órdenes de San Martín, estas eran las “derramas generales”.Jáchal, estuvo presente con contribuciones como mulas de silla y carga, forrajes, pertrechos para la tropa.

### Himno a Jáchal
Sobre el valle cercado de cerros
donde el río le da su rumor
se levanta mi villa de Jáchal
cual lo quiso tu gran fundador.
Fue un día de mil setecientos
que una espada en el aire brilló
y aquí mismo, mi villa de Jáchal
una mano tu cuna meció.
Fue la mano, fue la espada
de Don Juan de Echegaray
fundador de nuestro Jáchal
ya dos veces secular.
Desde entonces el hombre de Jáchal
a la tierra su afán le confió
y en el Valle con lentos arados
uno a uno los surcos abrió.
Y surgieron alegres los predios
con su alfalfa y su rubio trigal,
los maizales cargados de espigas
compensaron la siembra triunfal.
Fue la mano, fue la espada
de Don Juan de Echegaray
fundador de nuestro Jáchal
ya dos veces secular.

## Geografía

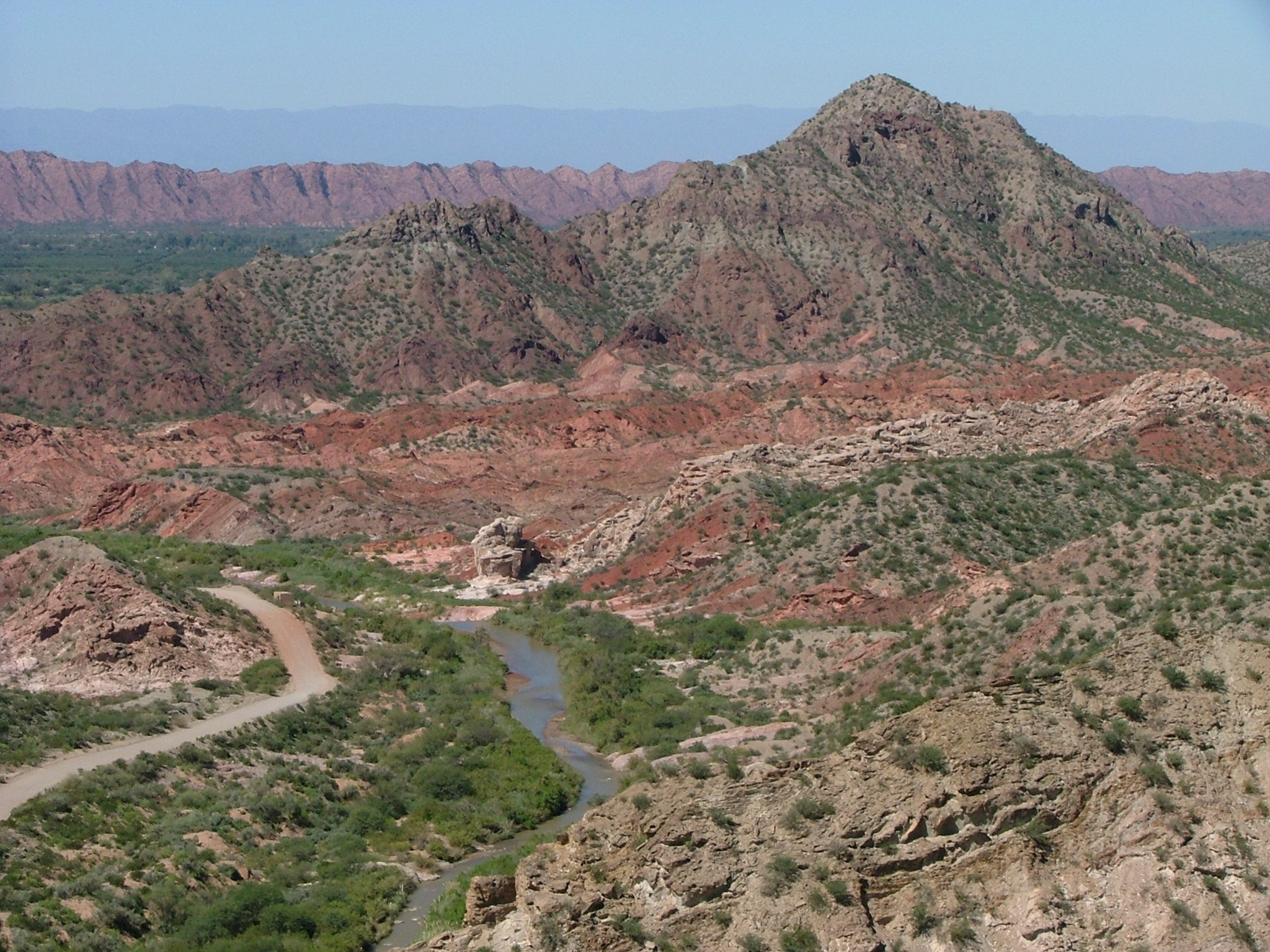
Vista de la Cuesta de Huaco.

El departamento Jáchal se encuentra en el centro norte de la Provincia de San Juan, al norte, a unos 150 km de la Ciudad de San Juan, posee 14.749 km² lo que logra ubicarse en el tercer lugar entre los departamentos con mayor superficie de la provincia, después de Calingasta e Iglesia. Sus límites son:
- Al norte la Provincia de La Rioja
- Al sur con los departamentos Ullum, Albardón, Angaco y Caucete
- Al este con el de Valle Fértil
- Al oeste con el de Iglesia

El departamento Jáchal posee un relieve que presenta dos estructuras bien diferenciadas. Las montañas pertenecientes al cordón de la precordillera con dirección de norte a sur, se ubican al oeste formando un límite natural con el Departamento Iglesia, donde se destacan los cerros Colorado, Alto de Mayo, Cañada Amarilla y los Pozos. Las seranías de Valle Fértil lo rodean por el este separando los Valles de Jáchal y Huaco.
Desde el punto de vista hídrico el departamento es irrigodo por los ríos Jáchal, segundo lugar en importancia a nivel provincial, irriga el valle homónimo, ubicado en el centro oeste del departamento. El río Huaco riega el valle homónimo y es en donde se encuentra el dique Los Cauquenes, es uno de los espejos de agua presente en el departamento junto al derivador Pachimoco y el río Bermejo, este río es temporal ya que se alimenta de agua de lluvia.
La flora está constituida por jarillas, retamos, algarrobos, chañares, pájaro bobo, etc. En el caso de la fauna se distinguen zorros, ñandúes, cóndores, chuñas, perdices, guanacos y pejerreyes, además de diferentes reptiles y arácnidos, constituyen la fauna local.
- Coordenadas 30°13′S 68°35′O / -30.217, -68.583

### Sismicidad
La sismicidad del área de Cuyo (centro oeste de Argentina) es frecuente y de intensidad baja, y un silencio sísmico de terremotos medios a graves cada 20 años en distintas áreas aleatorias.
Terremoto de Caucete 1977el 23 de noviembre de 1977, la región fue asolada por un terremoto y que dejó como saldo lamentable algunas víctimas, y un porcentaje importante de daños materiales en edificaciones.
Sismo de 1861aunque dicha actividad geológica catastrófica, ocurre desde épocas prehistóricas, el terremoto del 20 de marzo de 1861 señaló un hito importante dentro de la historia de eventos sísmicos argentinos ya que fue el más fuerte registrado y documentado en el país. A partir del mismo la política de los sucesivos gobiernos mendocinos y municipales han ido extremando cuidados y restringiendo los códigos de construcción. Y con el terremoto de San Juan de 1944 del 15 de enero de 1944 (81 años) el gobierno sanjuanino tomó estado de la enorme gravedad sísmica de la región.
El Día de la Defensa Civil fue asignado por un decreto recordando el sismo que destruyó la ciudad de Caucete el 23 de noviembre de 1977, con más de 40.000 víctimas sin hogar. No quedaron registros de fallas en tierra, y lo más notable efecto del terremoto fue la extensa área de licuefacción (posiblemente miles de km²).
El efecto más dramático de la licuefacción se observó en la ciudad, a 70 km del epicentro: se vieron grandes cantidades de arena en las fisuras de hasta 1 m de ancho y más de 2 m de profundidad. En algunas de las casas sobre esas fisuras, el terreno quedó cubierto de más de 1 dm de arena.

## Población
El censo 2010 arrojó 21 730 habitantes.
Para el censo 2022 el departamento registró 25 297 habitantes; lo que representó un aumento en la cantidad de personas del 16,4% menor que el crecimiento poblacional provinciala situado en 20,8%. Estos datos le valieron al departamento tener la décima población en la provincia.

## Economía

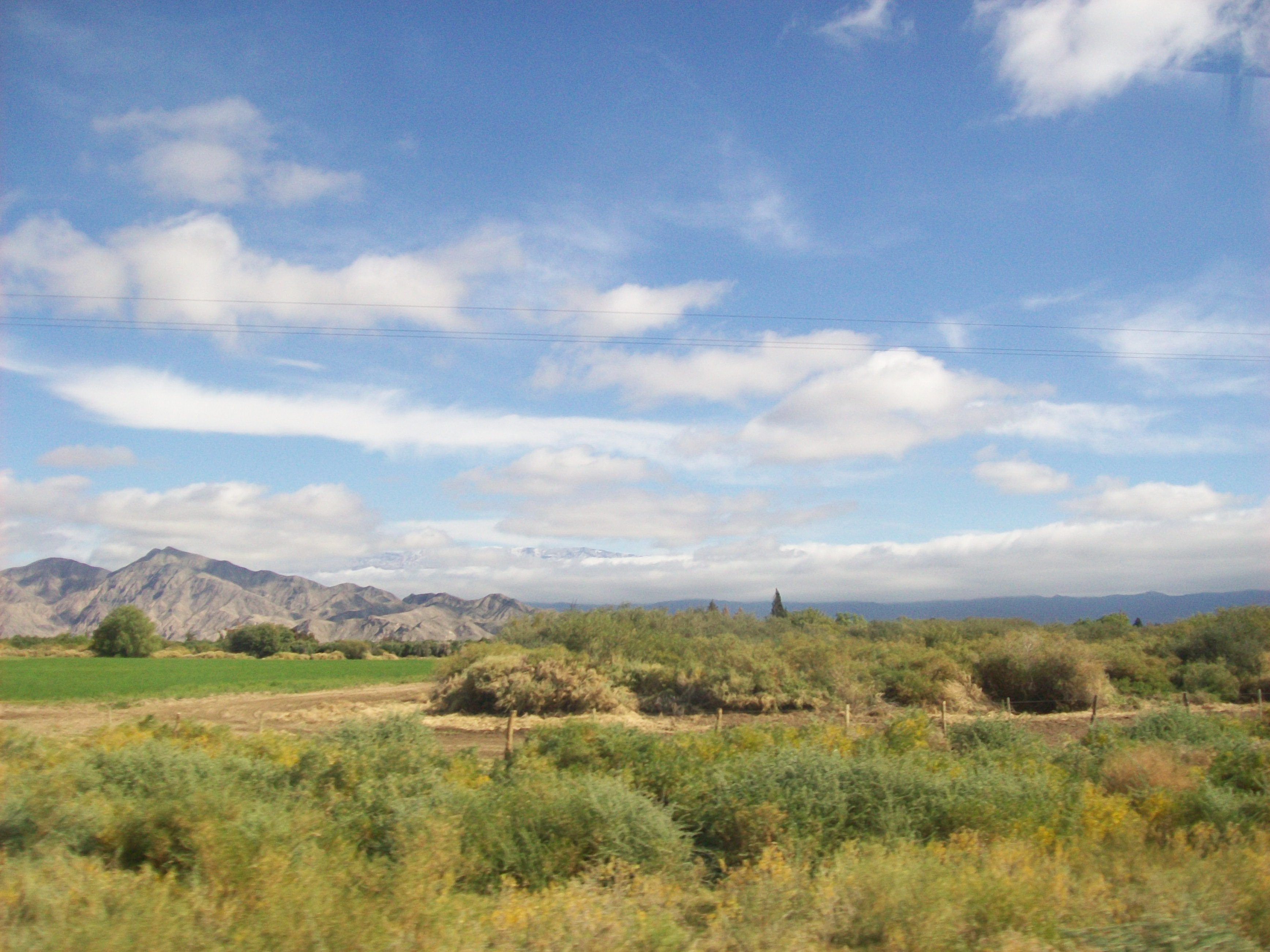
Una vista del Valle de Jáchal.

La economía de Jáchal está centrada en la agricultura, destacándose numerosas plantaciones de hortalizas, como la cebolla, siendo el tercer producto de la provincia de San Juan más exportado después de la vid y el olivo. También se producen unas variasdas frutas (con un predominio de membrillo), olivos y se desarrolla una importante producción de alfalfa.
Desde el 2007 hasta la fecha la cantidad de tierras con plantaciones de cebolla mermó un 42%, pasó de 1.122 hectáreas registradas en el último censo de Hidráulica, a las actuales 650 hectáreas, según cifras de la Asociación; mientras que la superficie con alfalfa aumentó un 63%, pasando de 1.584 hectáreas en 2007 a unas 2.500 en la actualidad.
Así el perfil productivo de Jáchal se presenta mucho más diversificado con el aumento de la superficie de alfalfa y en menor medida, se destaca el tomate.
En el año 2008 una empresa multinacional dedicada a la explotación minera, logró poner en marcha en esta jurisdicción una mina, de donde se extraerá oro. Está ubicada por sobre los 2.000 m s. n. m. Se trata del Proyecto Gualcamayo, está situado al norte del departamento, en la zona de la Quebrada del Diablo, zona de precordillera de San Juan. Se trata de un yacimiento ubicado a sólo 10 km de la ruta nacional 40, camino a San José de Jáchal. Se trata de una explotación a cielo abierto con trituración de mineral que luego es lixiviado con cianuro y posterior precipitación con carbón activado. Esto permitirá obtener barras de metal doré, que luego van a refinerías.

## Educación
Jáchal cuenta con una oferta educativa que consiste en 2 escuelas secundarias técnicas relacionadas al sector agropecuario, la escuela Dr. Manuel Belgrano y la escuela ubicada en la localidad de San Isidro, Monseñor Antonio Videla Cuello; y una escuela técnica orientada al campo informático llamada con el acrónimo EPET N° 1. La educación secundaria no técnica cuenta con una escuela con orientación a la economía y gestión de las organizaciones y la , ya centenaria, y primera escuela de educación secundaria en el departamento, la escuela Normal Fray Justo Santa María de Oro fundada en 1.907.
Después de varios años de luchas de los estudiantes secundarios, padres y profesores, en el año 2009 el gobierno municipal representado por el entonces intendente Arquitecto Jorge Barifusa firmó un convenio histórico con la Universidad Nacional de San Juan, representada por el Rector Oscar Nassisi dándole creación a la Delegación Valles Sanjuaninos, que permitirá acercar la universidad pública a las poblaciones del alejado norte sanjuanino; la primera descentralización territorial de la universidad fuera del Gran San Juan constituyéndose un hito tanto para la casa de altos estudios como para Jáchal. 
Dentro de este marco, se dictan carreras de la Facultad de Filosofía, Humanidades y Artes como el Profesorado en Música con orientación hacia la música popular, la carrera Tecnicatura en Administración Pública de la Facultad de Ciencias Sociales y las finalizadas carreras de Tecnicatura en Explosivos y Tecnicatura en Exploración Geológica, ambas de la Facultad de Ingeniería; La construcción del edificio que albergará la sede universitaria se planea para el año 2017 y junto con ella un incremento en la oferta educativa del departamento.
Jáchal también cuenta con un importante presencia de centros educativos privados que van desde 2 institutos de inglés, uno de enseñanza aplicada de oferta variada; en el Instituto "Sagrado Corazón" se puede estudiar carreras como Tecnicatura en Higiene y Seguridad o realizar el Profesorado en Tecnología. En 2016 desembarcó la primera universidad privada Universidad Siglo 21 que dictá carreras como Abogacía o Licenciatura en Relaciones Internacionales.

## Turismo
San José de Jáchal:  en el centro oeste del valle de Jáchal se encuentra la ciudad de San José de Jáchal, una localidad muy tranquila de largas calles que unen el centro con el entorno de los verdes campos, sierras y el turbulento río Jáchal, ofrece sitios como el Santuario Arquidiocesano San José declarado monumento histórico nacional y varios museos. Durante el mes de noviembre se celebra ahí la Fiesta Provincial de la Tradición, donde se realizan espectáculos con intérpretes locales y nacionales, muestra de artesanías, venta de comidas típicas etcétera.
También desde San José de Jáchal se pueden dar comienzo a varios diversos paseos como, por ejemplo, a los antiguos molinos harineros de la zona.

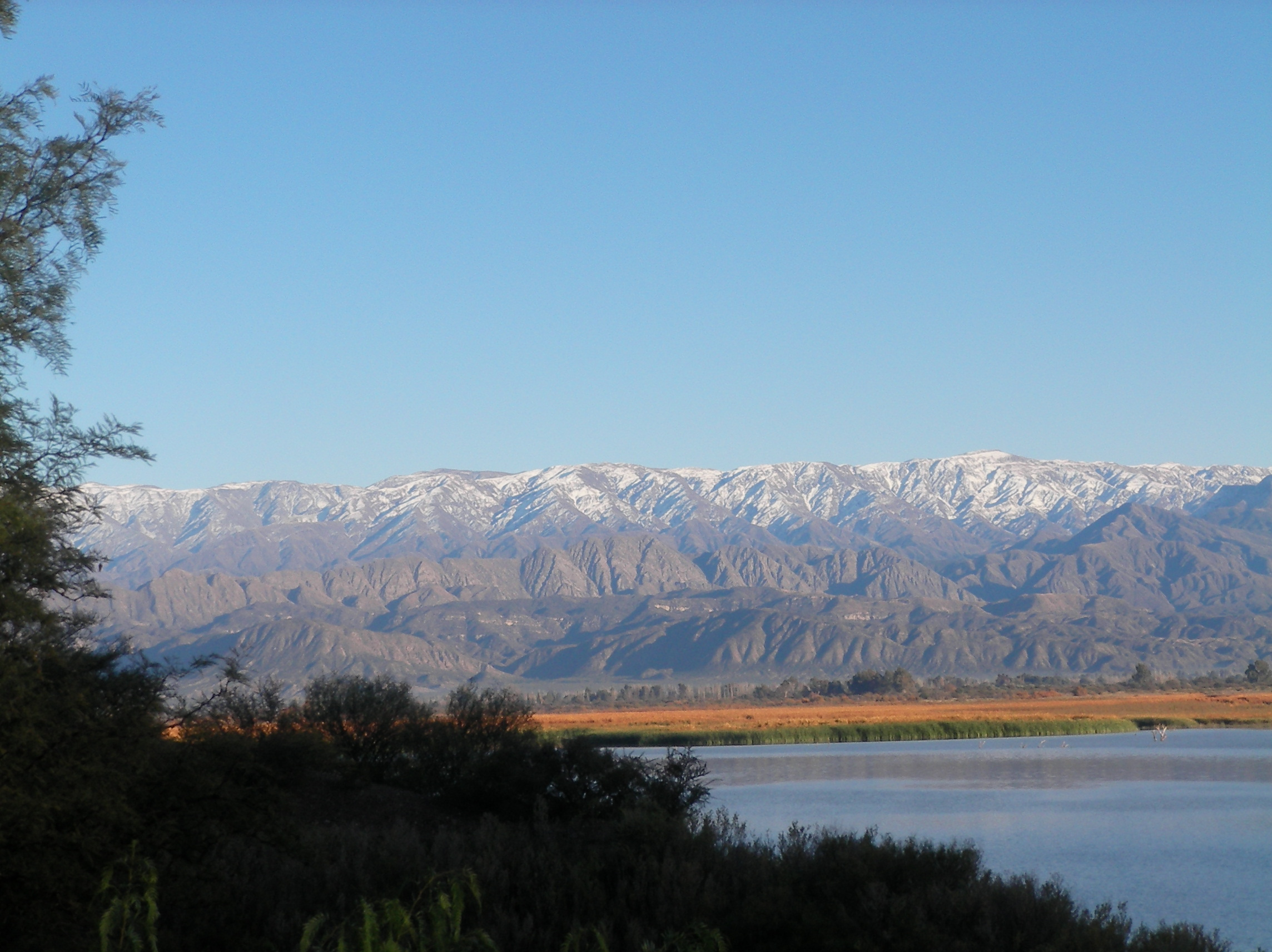
Vista del embalse Cauquenes.

Embalse Cauquenes: es una represa emplazada a 1.100 m s. n. m. y el embalse, también conocido como Dique de Huaco o Dique de Los Lisos, es el sitio ideal para compartir un día al aire libre en un marco de espectaculares paisajes y asombrosa tranquilidad, El lago invita a practicar deportes náuticos y a contemplar las variedades de flora y fauna autóctonas. El espejo de agua es especialmente famoso entre los pescadores deportivos por la presencia de los codiciados pejerreyes.
Mogna: este pueblo está ubicada al sur del departamento, y en él se celebra una de las festividades populares más multitudinarias de Jáchal. La Fiesta de Santa Bárbara de Mogna se realiza el día 4 de diciembre y convoca a más de 20.000 fieles que cabalgan desde la ciudad de San Juan para rendir honores a la Virgen. Los festejos cuentan con la participación del Obispo de San Juan. La presentación de importantes artistas folclóricos y la degustación de las comidas regionales son los principales atractivos de la festividad.
Molinos Harineros: con más de dos siglos de existencia, estas antiguas máquinas resisten el paso del tiempo para atestiguar el desarrollo económico alcanzado por Jáchal del siglo XVIII. Los molinos se levantan como símbolos de un pasado próspero. En aquella época, la producción harinera de la provincia no sólo abastecía el mercado local sino también los de distintos puntos del país, como Buenos Aires, Córdoba y Tucumán.
Debido a su innegable valor y con el objeto de garantizar su preservación, los molinos de Jáchal junto al de Huaco y otros de Iglesia fueron declarados Monumento Histórico Nacional. Las diversas refacciones realizadas permiten que hoy puedan ser apreciados en todo su esplendor.
Una visita a Jáchal no puede relegar la excursión al circuito de los molinos, un paseo inolvidable que dejará un valioso aprendizaje cultural.
Es interesante conocer el de Sardiña, donde aún se conserva la maquinaria de madera de algarrobo, el de Pérez y el molino de Reyes, cuyo origen se remonta a la época colonial.
- Molino Sardiña

Características: es uno de los conjuntos edilicios más destacados aun en actividad. A la construcción original fueron agregándose otros como la habitación para las carreros que debían esperar turno para la molienda. Este molino aun muestra la maquinaria rústica utilizada para mover las "muelas" o prechas que producían la molienda por una rueda de grandes dimensiones (6 m de diámetro)
- Molino de García

Características: verdadera unidad productiva de escala regional, conforma un complejo que contiene la casa del propietario con fachada de estilo italiano, de sobria ornamentación, la casa del molinero; anexado a este una fábrica de fideos.
- Corresponde mencionar también el Molino de la familia Reyes, y el Viejo Molino de Huaco o de los Dojorti, que junto a otros dos molinos del Departamento Iglesia, forman en conjunto, un Monumento histórico Nacional.[9][10]

Garganta del Río Jáchal: espectacular cañón, que se levanta 30 metros por sobre el nivel del Río Jáchal, ofrece el más bello e impresionante paisaje para la práctica del ráfting y el kayakismo. El estrecho paso se combina con el imparable movimiento del agua para favorecer abundantes rápidos y saltos. Con una velocidad máxima de 30 a 40 km/h, los gomones permiten sumergirse en este desafiante paseo
Otros atractivos destacados pueden ser Huerta de Huachi, lugar que posee paisajes de gran belleza, rodeado de árboles frutales producto de un nicro clima especial, que predisponen al visitante a vivir días de paz y tranquilidad en contacto con la naturaleza. La huerta está forestada con nogales, olivos, vides e higueras y permite las prácticas de los niños de las escuelas y hogares cercanos. La calma reinante despertará los sentidos del visitante que podrá disfrutar de la naturaleza y de las condiciones ideales que ofrece el benéfico micro clima. El sitio indicado para descansar, caminar y observar las diferentes especies que componen la flora y fauna locales. Villa Mercedes a 15 km de la ciudad de Jáchal, el más importante centro poblacional del norte jáchallero cuenta con valiosos atractivos como: Iglesia de la Merced, un complejo comunitario que brinda servicios de proveeduría, sanitario, camping y balneario Artesanías al telar y una fábrica de productos regionales: tortitas jachalleras y el Camping Municipal "El Vivero", ubicado sobre la RN 150, cuenta con servicios de sanitarios, mesas y parrilleros.
Actualmente encontramos camping y complejos de verano, diseminados en toda la región, entre ellos, se pueden mencionar: Camping Los Hornos, ubicado en calle Rawson hacia el sur del Departamento; Camping Los López, ubicado en Distrito Tamberìas, Camping La Lela, ubicado en Ruta Internacional 150 antes del Dique Pachimoco y Camping la Valentina en el Distrito Pampa Vieja, todos ellos cuentan con canchas deportivas, piletas, y lugares para acampar.(Fuente: Cristian Esquivel)